# Gelang (Rakit)
Gelang is een bestuurslaag in het regentschap Banjarnegara van de provincie Midden-Java, Indonesië. Gelang telt 3935 inwoners (volkstelling 2010).